# Ритана
Ритана (итал. Rittana) је насеље у Италији у округу Кунео, региону Пијемонт.
Према процени из 2011. у насељу је живело 149 становника. Насеље се налази на надморској висини од 760 м.

## Становништво
Према резултатима пописа становништва 2011. у општини је живело 135 становника.
| 1931. | 1936. | 1951. | 1961. | 1971. | 1981. | 1991. | 2001. | 2011. |
| ----- | ----- | ----- | ----- | ----- | ----- | ----- | ----- | ----- |
| 1.080 | 866   | 708   | 551   | 354   | 255   | 163   | 149   | 135   |